# Nodaria tristis
Nodaria tristis là một loài bướm đêm trong họ Noctuidae.